# Rain Wizard
Rain Wizard – trzeci singel zespołu Black Stone Cherry z ich debiutanckiego albumu. Utwór został również umieszczony na Rain Wizard EP. Znalazł się na 29. miejscu Mainstream Rock Tracks Billboardu.